# Penela
Penela é uma vila portuguesa do distrito de Coimbra, na antiga província da Beira Litoral e da região do Centro (Região das Beiras), atualmente englobada na sub-região Região de Coimbra (NUT III), com cerca de 3 300 habitantes. Situa-se a cerca de 20 km a sul da capital do distrito.
A vila é sede do município de Penela que tem 132,49 km² de área e 5 983 habitantes (2011) , subdividido em 4 freguesias. O município é limitado a norte pelo município de Miranda do Corvo, a leste por Figueiró dos Vinhos, a sudoeste por Ansião, a oeste por Soure e a noroeste por Condeixa-a-Nova.

## História
Localizada na encosta poente de um monte entre as cotas 230 e 290 metros, na estrada romana que ligava Coimbra a Tomar, a cerca de três dezenas de quilómetros da primeira. Etimologicamente, o termo "penela" é um diminutivo de "peña", "pena" ou "penha", e significava, em baixo latim, cabeço, monte ou rochedo.
Tendo em atenção estudos feitos aos vestígios existentes, é de crer que na origem do Castelo de Penela estivesse um primitivo castro lusitano posteriormente aproveitado quando da invasão romana da península Ibérica.
À história de Penela crê-se ainda estarem associadas as passagens sucessivas dos Vândalos, destruidores da fortificação construída pelos Romanos, dos muçulmanos, que tomaram o castelo no século VIII, e das tropas de Fernando I de Leão, tendo a fortificação ficado sob a responsabilidade do conde Sesnando Davides, após a conquista de Coimbra (1064), a quem se deve reedificação da fortificação de Penela.
No contexto da formação da nacionalidade, a povoação recebeu o seu primeiro foral em julho de 1137, concedido por D. Afonso Henriques, constituindo-se portanto num dos Municípios mais antigos do país. A este fato (a concessão do foral) não terá sido alheia a grande importância estratégica de Penela, visando os privilégios então concedidos aos seus moradores atrair mais população. O seu castelo é, depois do Castelo de Montemor-o-Velho, o mais amplo e forte que atualmente nos resta da linha defensiva do Mondego. Tomado pelos Muçulmanos já depois de 1137, veio a ser definitivamente reconquistado em 1148.
Será, contudo, Sancho I de Portugal quem, em 1187, deu nova vida a Penela, mandando-a repovoar e reparar o seu castelo. A torre de menagem do castelo foi mandada erigir por Dinis I de Portugal, aquando de uma nova reparação do castelo.
Da história do Concelho ressalta um episódio frisante do apoio popular com que contou D. João, Mestre de Avis, na crise de 1383—1385 em Portugal: sendo senhor de Penela o conde de Viana do Alentejo, D. João Afonso Telo de Meneses, partidário de D. Beatriz, casada com João I de Castela, decidiu o povo defender e apoiar o seu rei amotinando-se, sendo célebre um tal Caspirro, por ter assassinado o Conde. Logo a seguir, Penela enviou os seus representantes às Cortes de Coimbra de 1385, a fim de elegerem o Mestre, futuro D. João I. Este ao fazer doações aos seus filhos, criou o título de duque de Coimbra para o seu filho D. Pedro, destinando-lhe Penela e o seu termo.
Penela teve uma comunidade judaica que aí se fixou no século XV.
Durante a Época Moderna, o concelho conheceu diversos donatários. Em 1465, foi doado a D. Afonso de Vasconcelos, primeiro conde de Penela, e posteriormente confirmado a D. João de Vasconcelos e Meneses, seu filho e segundo conde. Na terceira geração desta família, D. Afonso de Vasconcelos e Meneses herdou o senhorio que pertencera aos seus antepassados, mas não o título do pai e do avô. O seu filho, D. João de Vasconcelos e Meneses, veio por fim a ser senhor de toda casa, “excepto do que vagara para a Coroa”.
Depois de mais de cem anos na posse da mesma família, a jurisdição da vila transitou para o segundo duque de Aveiro, D. Jorge de Lencastre, filho bastardo do rei D. João II, duque de Coimbra e mestre das ordens de Santiago e de Avis.
Muitos anos mais tarde, com o destino trágico sofrido pelos senhores da vila, propiciando a extinção da Casa de Aveiro, em 1759, acontece o fim do “ciclo dos senhores de Penela" passando esta para a coroa 

## Freguesias

Freguesias do município de Penela

Desde a reorganização administrativa de 2012/2013, o Município de Penela está dividido em 4 freguesias:
- Cumeeira
- Espinhal
- Podentes
- São Miguel, Santa Eufémia e Rabaçal

## Personalidades destacadas
- Manuel dos Santos Serra (1926 - 2018) - Médico, escritor e autarca em Albufeira

## Evolução da População do Município
| Número de habitantes | Número de habitantes | Número de habitantes | Número de habitantes | Número de habitantes | Número de habitantes | Número de habitantes | Número de habitantes | Número de habitantes | Número de habitantes | Número de habitantes | Número de habitantes | Número de habitantes | Número de habitantes | Número de habitantes | Número de habitantes |
| -------------------- | -------------------- | -------------------- | -------------------- | -------------------- | -------------------- | -------------------- | -------------------- | -------------------- | -------------------- | -------------------- | -------------------- | -------------------- | -------------------- | -------------------- | -------------------- |
| 1864                 | 1878                 | 1890                 | 1900                 | 1911                 | 1920                 | 1930                 | 1940                 | 1950                 | 1960                 | 1970                 | 1981                 | 1991                 | 2001                 | 2011                 | 2021                 |
| 9118                 | 9998                 | 10180                | 9954                 | 12305                | 11197                | 10754                | 11088                | 10525                | 9438                 | 7890                 | 8023                 | 6919                 | 6594                 | 5983                 | 5440                 |

(Obs.: Número de habitantes "residentes", ou seja, que tinham a residência oficial neste município à data em que os censos  se realizaram.)
De acordo com os dados do INE o distrito de Coimbra registou em 2021 um decréscimo populacional na ordem dos 5.0% relativamente aos resultados do censo de 2011. No concelho de Penela esse decréscimo rondou os 9.1%. 
| Número de habitantes por Grupo Etário | Número de habitantes por Grupo Etário | Número de habitantes por Grupo Etário | Número de habitantes por Grupo Etário | Número de habitantes por Grupo Etário | Número de habitantes por Grupo Etário | Número de habitantes por Grupo Etário | Número de habitantes por Grupo Etário | Número de habitantes por Grupo Etário | Número de habitantes por Grupo Etário | Número de habitantes por Grupo Etário | Número de habitantes por Grupo Etário | Número de habitantes por Grupo Etário | Número de habitantes por Grupo Etário |
| ------------------------------------- | ------------------------------------- | ------------------------------------- | ------------------------------------- | ------------------------------------- | ------------------------------------- | ------------------------------------- | ------------------------------------- | ------------------------------------- | ------------------------------------- | ------------------------------------- | ------------------------------------- | ------------------------------------- | ------------------------------------- |
|                                       | 1900                                  | 1911                                  | 1920                                  | 1930                                  | 1940                                  | 1950                                  | 1960                                  | 1970                                  | 1981                                  | 1991                                  | 2001                                  | 2011                                  | 2021                                  |
| 0-14 Anos                             | 3 372                                 | 4 133                                 | 3 304                                 | 3 199                                 | 3 025                                 | 2 486                                 | 2 108                                 | 1 590                                 | 1 568                                 | 1 065                                 | 823                                   | 731                                   | 568                                   |
| 15-24 Anos                            | 1 661                                 | 1 949                                 | 1 915                                 | 1 930                                 | 1 767                                 | 1 585                                 | 1 309                                 | 925                                   | 1 049                                 | 919                                   | 784                                   | 541                                   | 454                                   |
| 25-64 Anos                            | 4 432                                 | 4 765                                 | 5 034                                 | 4 842                                 | 4 884                                 | 5 040                                 | 4 652                                 | 4 060                                 | 3 754                                 | 3 217                                 | 3 191                                 | 2 957                                 | 2 679                                 |
| = ou > 65 Anos                        | 939                                   | 1 038                                 | 565*                                  | 1 206                                 | 1 274                                 | 1 236                                 | 1 369                                 | 1 295                                 | 1 652                                 | 1 718                                 | 1 796                                 | 1 754                                 | 1 739                                 |

 * Valor confirmado no censo de 1920 
(Obs: De 1900 a 1950 os dados referem-se à população "de facto", ou seja, que estava presente no município à data em que os censos se realizaram. Daí que se registem algumas diferenças relativamente à designada população residente)

## Política

### Eleições autárquicas[7]
| Data | %       | V       | %     | V     | %      | V      | %              | V            | Participação   |   |                |
| Data | PPD/PSD | PPD/PSD | PS    | PS    | CDS-PP | CDS-PP | FEPU/APU/CDU   | FEPU/APU/CDU | Participação   |   |                |
| ---- | ------- | ------- | ----- | ----- | ------ | ------ | -------------- | ------------ | -------------- | - | -------------- |
| Data | 1976    | 54,10   | 3     | 35,04 | 2      | 3,26   | -              | 1,97         | Participação   | - | 55,47 / 100,00 |
| 1979 | 62,97   | 4       | 28,34 | 1     |        |        | 4,93           | -            | 67,80 / 100,00 |   |                |
| 1982 | 58,84   | 3       | 30,65 | 2     | 1,64   | -      | 2,97           | -            | 62,32 / 100,00 |   |                |
| 1985 | 64,49   | 4       | 28,33 | 1     |        |        | 3,59           | -            | 63,42 / 100,00 |   |                |
| 1989 | 62,83   | 4       | 30,87 | 1     | 1,18   | -      | 61,94 / 100,00 |              |                |   |                |
| 1993 | 68,27   | 4       | 24,79 | 1     | 1,51   | -      | 64,34 / 100,00 |              |                |   |                |
| 1997 | 63,24   | 4       | 29,20 | 1     | 1,35   | -      | 1,12           | -            | 63,98 / 100,00 |   |                |
| 2001 | 52,78   | 3       | 40,93 | 2     | 1,89   | -      | 0,63           | -            | 72,42 / 100,00 |   |                |
| 2005 | 50,88   | 3       | 42,89 | 2     | 1,38   | -      | 1,33           | -            | 71,82 / 100,00 |   |                |
| 2009 | 62,49   | 3       | 32,34 | 2     |        |        | 1,47           | -            | 67,89 / 100,00 |   |                |
| 2013 | 51,28   | 3       | 40,03 | 2     | 1,28   | -      | 2,20           | -            | 63,38 / 100,00 |   |                |
| 2017 | 63,39   | 4       | 27,52 | 1     |        |        | 4,00           | -            | 63,55 / 100,00 |   |                |
| 2021 | 39,04   | 2       | 56,66 | 3     | 0,98   | -      | 68,79 / 100,00 |              |                |   |                |

### Eleições legislativas
| Data | %     | %     | %    | %    | %     | %     | %        | %     | %    | %     | %    | %   | %       | % | %  | %  |
| Data | PSD   | PS    | CDS  | PCP  | UDP   | AD    | APU/ CDU | FRS   | PRD  | PSN   | BE   | PAN | PSD CDS | L | CH | IL |
| ---- | ----- | ----- | ---- | ---- | ----- | ----- | -------- | ----- | ---- | ----- | ---- | --- | ------- | - | -- | -- |
| 1976 | 48,30 | 30,80 | 5,76 | 1,34 | 0,78  |       |          |       |      |       |      |     |         |   |    |    |
| 1979 | AD    | 30,55 | AD   | APU  | 0,35  | 58,76 | 3,14     |       |      |       |      |     |         |   |    |    |
| 1980 | AD    | FRS   | AD   | APU  | 0,24  | 61,78 | 3,59     | 26,65 |      |       |      |     |         |   |    |    |
| 1983 | 50,23 | 34,32 | 5,31 | APU  | 0,61  |       | 3,96     |       |      |       |      |     |         |   |    |    |
| 1985 | 49,48 | 24,40 | 5,11 | APU  | 0,41  | 3,49  | 10,48    |       |      |       |      |     |         |   |    |    |
| 1987 | 64,26 | 23,53 | 2,87 | CDU  | 0,16  | 2,03  | 1,45     |       |      |       |      |     |         |   |    |    |
| 1991 | 65,94 | 24,67 | 2,33 | CDU  |       | 0,93  | 0,55     | 1,10  |      |       |      |     |         |   |    |    |
| 1995 | 54,77 | 35,09 | 3,62 | CDU  | 0,63  | 1,06  |          | 0,30  |      |       |      |     |         |   |    |    |
| 1999 | 51,58 | 37,21 | 4,41 | CDU  |       | 1,79  |          | 0,61  |      |       |      |     |         |   |    |    |
| 2002 | 54,83 | 32,53 | 5,38 | CDU  | 1,90  | 0,86  |          |       |      |       |      |     |         |   |    |    |
| 2005 | 44,88 | 40,97 | 4,83 | CDU  | 1,32  | 2,67  |          |       |      |       |      |     |         |   |    |    |
| 2009 | 42,62 | 35,47 | 8,19 | CDU  | 1,75  | 5,49  |          |       |      |       |      |     |         |   |    |    |
| 2011 | 53,70 | 24,08 | 7,50 | CDU  | 2,94  | 3,26  | 1,01     |       |      |       |      |     |         |   |    |    |
| 2015 | CDS   | 29,39 | PSD  | CDU  | 3,92  | 6,65  | 0,65     | 48,52 | 0,31 |       |      |     |         |   |    |    |
| 2019 | 32,75 | 38,53 | 3,22 | CDU  | 2,76  | 8,27  | 2,06     |       | 0,66 | 1,01  | 0,78 |     |         |   |    |    |
| 2022 | 30,95 | 49,19 | 1,51 | CDU  | 1,39  | 3,47  | 1,13     | 0,53  | 5,62 | 2,71  |      |     |         |   |    |    |
| 2024 | AD    | 31,17 | AD   | CDU  | 35,36 | 1,03  | 3,68     | 1,34  | 1,89 | 16,00 | 3,16 |     |         |   |    |    |

## Património edificado
- Castelo de Penela
- Castelo de Germanelo
- Igreja de São Miguel
- Pelourinho de Penela - remonta à época medieval e compõem-se de uma coluna de fuste oitavado, da pinha e de três degraus. Inicialmente colocado no meio da praça da vila, hoje encontra-se na Rua 25 de Abril. Monumento Classificado, nele salientam-se o conjunto das quatro hastes de ferro que imitam serpentes e suspendem da boca as argolas. Possui dois brasões semelhantes que representam, eventualmente, o brasão de armas do município de Penela.
- Igreja da Misericórdia - remonta à segunda metade do século XVI, tendo sido reformada em 1616 conforme inscrição epigráfica em seu portal. Nela se destacam a qualidade da bandeira processional, composta por duas pinturas evocativas da Piedade e da Senhora da Misericórdia, da autoria de Ernesto Condeixa. A porta principal apresenta elementos dos estilos manuelino, renascentista e maneirista.
- Igreja de Santa Eufémia - Embora já haja referências a esta igreja em 1254, o atual templo é do período renascentista, com um corpo de três naves, separadas por arcadas da ordem toscana, cobertura em madeira e cabeceira tríplice. Monumento classificado, nele salientam-se a capela-mor abobada com retábulo barroco de talha dourada, a capela dedicada ao Espírito Santo, onde existe um retábulo de pedra de Ançã, produto de uma oficina conimbricense em meados do século XVI, e uma escultura da Virgem com o Menino, em estilo gótico, dos finais do século XV, também de uma oficina coimbrã, e a pia batismal de estilo manuelino.
- Igreja Matriz de Podentes - o exterior desta igreja é resultante de uma remodelação executada no século XIX. No seu interior tem apenas uma nave e uma única capela na cabeceira, cujo altar-mor é oitocentista. Nele se salientam as duas capelas laterais: a da esquerda, do século XVII, evocadora do Santíssimo Sacramento; e a da direita, dedicada a Nossa Senhora do Rosário, que exibe uma cúpula quinhentista de pedra.
- Pelourinho de Podentes - em estilo manuelino, com o fuste de mármore, provavelmente reaproveitado de um antigo edifício romano em ruínas. É o maior fuste de um só bloco, datável desta época, encontrado no país. Monumento classificado, nele salientam-se o fuste elevado sobre uma base de quatro degraus, o capitel de forma cúbica, ostentando nas suas faces a Cruz de Cristo, a esfera armilar, e nas outras faces dois escudos já gastos, um dos quais, esquartelado, dos Sousas de Arronches.
- Igreja Matriz do Rabaçal - o atual edifício é o resultado de diversas remodelações, tendo sido a mais representativa executada nos finais do século XVIII. Possui cabeceira composta por uma só nave e uma capela, de onde se destaca um retábulo oitocentista de talha com uma tela alusiva à sua patrona, Santa Maria Madalena. Nela salientam-se a qualidade dos dois altares dos flancos, de talha e de gosto neoclássico dos finais do século XVII. Nos seus nichos pode ver-se duas esculturas também setecentistas de São Domingos e Santa Teresa.
- Villa Romana do Rabaçal - situada a 12 km de Conímbriga, encontra-se numa meia-encosta entre uma cumeada com arvoredo e um riacho, fazendo parte integrante do território da antiga civitas, junto da via romana que ligava Olisipo a Bracara Augusta. Datada do século IV, conhece-se a "área urbana" (pars urbana; área residencial), o balneu (balneum; balneário), a "área frumentária" (pars frumentaria; área do pátio agrícola com alpendre), a "área rústica" (pars rustica; alojamento dos servos, armazéns, oficinas). Nela salientam-se os motivos figurativos dos mosaicos e algumas composições geométricas e vegetalistas que não têm semelhança com o que existe em Portugal. No seu conjunto formam um grupo estilístico novo.
- Convento de Santo António - fundado em 1578, o conjunto das construções (igreja, área residencial e anexos) data do século XVIII. Nas mãos de particulares desde 1834, quando da extinção das ordens religiosas masculinas no país, encontra-se atualmente em adiantado estado de degradação. Monumento classificado, nele salientam-se o retábulo da capela-mor, de estilo maneirista, com um excelente traçado e boas talhas, e o conjunto dos azulejos setecentistas, de fabrico conimbricense, que apresentam painéis evocativos de passagens da vida de Santo António.
- Igreja Matriz da Cumieira - acredita-se que a Igreja já existiria no século XV. Invocando o mártir São Sebastião, este templo apresenta ainda vários elementos da época renascentista. Nele salientam-se o sacrário barroco em talha dourada, que se encontra no altar de uma das capelas laterais, que apresenta duas tábuas pintadas com a representação do "Ecce Homo", e a abóbada renascentista da Capela do Sacramento, onde se conservam duas esculturas em pedra de Ançã, provenientes de oficinas coimbrãs, e que evocam a Senhora com o Menino e uma Santa Mártir.
- Igreja Matriz do Espinhal - A sua origem remonta à segunda metade do século XV, e tem por patrono São Sebastião. Nela se destacam a pintura barroca sobre o arco triunfal, evocativa do Aparecimento de Cristo à Virgem, as três naves que compõem o corpo interior da igreja, separadas por arcadas de colunas jónicas, a Capela-mor de abóbada de meio-canhão, com retábulos de talha dourada de estilo barroco, e as capelas colaterais, cobertas por cúpulas de quartelas, têm no interior retábulos de pedra em estilo renascentista coimbrão.
- Aldeias Típicas - o município é rico em aldeias serranas com arquitectura rural típica bem preservada. Destas destaca-se a Ferraria de S. João, na Freguesia da Cumieira.
- Centro de BTT - Ferraria de S. João - dispõe de um edifício de apoio ao BTT com estação de serviço para bicicletas com lavagem (moedas de 50 cent ou 1 euro), ar e mini-oficina self-service disponíveis 24h. Tem ainda casas de banho e duches quentes (moedas de 50 cent) disponíveis das 8h às 20h. A partir deste Centro tem à disposição quatro percursos com crescentes níveis de dificuldade, e um quinto, de longa distância, que faz a ligação com os trilhos do Gondramaz e Lousã, voltando sempre à Ferraria de São João.
- Parque das Águas Romanas - Penela - o Parque das Águas Romanas de Penela local de imprescindível visita, inspira-se na "domus" da Villa romana do Rabaçal, formalizado através de fragmentos de compartimentos que constituíam o antigo "palácio". Elementos lúdicos animam os espaços com actividades, ao nível cognitivo e físico, que nos remetem para a época.

## Património Natural
- Vale do Rabaçal - apresenta solos calcários e uma vegetação predominantemente rasteira, de onde se destaca a erva de Santa Maria, que dá o sabor peculiar ao Queijo Rabaçal. A oliveira é também um elemento predominante nestas paragens.
- Monte de Vez - Com acesso por São Sebastião, do Monte de Vez desfruta-se de uma paisagem deslumbrante. A existência de uma Capela e de um moinho de vento reconstruído são dois elementos que emprestam ao local uma beleza muito própria. Daqui avista-se uma grande parte da área do município, avistando-se para além das Vilas de Penela e Espinhal o Castelo de Germanelo, e as Serras do Espinhal e do Rabaçal.
- Grutas Espeleologia - a espeleologia é uma das potencialidades do município. Apesar de só começarem a ser divulgadas ao público, as grutas de Algarinho e Talismã têm sido exploradas por vários grupos espeleológicos e encontram-se ainda em fase de estudo. Situadas a sul da nascente do rio Dueça, e a escassos metros da EN 110, na zona de Taliscas, as Grutas de Algarinho e Talismã são consideradas das maiores grutas do nosso país.
- São João do Deserto - Serra do Espinhal - "Com um bom binóculo e um pouco de imaginação, avistam-se dali cinco Distritos, além, evidentemente, do de Coimbra: os Distritos de Leiria, Castelo Branco, Guarda, Viseu e Aveiro. Subir alguns quilómetros para ver cinco Distritos, temos de reconhecer que vale a pena. E não se gasta nada, a não ser as botas." (Eugénio de Castro)
- Serra do Espinhal - a serra oferece uma paisagem inigualável. Daqui se avista a vila de Penela, encimada pelo seu Castelo. Dependendo da altura do ano, a serra cobre-se de tonalidades diversas, que vão desde o verde, ao azul, passando pelo cor de rosa e pelo amarelo, dependendo da imensa variedade de plantas e árvores que aqui se pode encontrar. De realçar a existência do Miradouro da Serra de Santa Maria onde existe um relógio de sol.
- Represas Naturais da Louçainha - Serra do Espinhal - considerada um dos locais naturais mais aprazíveis do município, aqui se encontram, além de piscinas naturais, um parque de merendas e um restaurante panorâmico.
- Cascata da Pedra da Ferida - Espinhal - a Cascata da Pedra da Ferida localiza-se na Serra do Espinhal, e tem acesso inicial pelo caminho da Ribeira da Azenha.